# Hayden Gillim
Hayden Stone Gillim (Owensboro, Kentucky, 22 december 1994) is een Amerikaans motorcoureur. Zijn broer Frankie Lee en zijn neven Tommy, Nicky en Roger Lee Hayden zijn eveneens actief als motorcoureur.

## Carrière
Gillim nam in 2008 deel aan de Red Bull AMA U.S. Rookies Cup. Met 158 punten werd hij tweede in de eindstand, negen punten achter kampioen Benny Solis. In 2009 maakte hij de overstap naar de FIM MotoGP Rookies Cup. Hij behaalde zijn beste resultaat met een tiende plaats in de seizoensopener op het Circuito Permanente de Jerez, waardoor hij met 13 punten zestiende in het kampioenschap werd.
In 2011 stapte Gillim over naar het Amerikaans kampioenschap Supersport, waarin hij achter James Rispoli tweede werd in de oostelijke divisie. In 2012 herhaalde hij deze prestatie in de westelijke divisie. In 2013 keerde hij terug in de oostelijke divisie en werd hij opnieuw tweede, ditmaal met een punt achterstand op Corey Alexander. Dat jaar reed hij ook in de Daytona Sportbike, waarin hij op plaats 29 in het klassement eindigde. In 2014 werd hij kampioen in het Amerikaans kampioenschap Supersport, dat niet meer was onderverdeeld in twee divisies.
In 2015 werd het Amerikaans kampioenschap wegrace vervangen door de MotoAmerica, waarin Gillim werderom in de Supersport-klasse uitkwam. Hij eindigde als tiende in de eindstand. In 2016 reed hij in de superbike- en Superstock 1000-klasses en eindigde in beide kampioenschappen als vijfde. In 2017 werd hij respectievelijk twaalfde en vijfde in deze klasses. In 2018 keerde hij terug naar de Supersport-klasse, waarin hij achter J.D. Beach als tweede in het klassement eindigde. In 2019 zakte hij een positie in de eindstand en werd hij achter Bobby Fong en P.J. Jacobsen derde.
Na een pauze in 2020 keerde Gillim terug in de motorsport en werd hij achttiende in de Superstock 1000-klasse van de MotoAmerica. Ook reed hij in twee races van de superbike-klasse op het Pittsburgh International Race Complex en eindigde tweemaal als tiende. In 2022 reed hij een volledig seizoen in beide kampioenschappen. In de Superstock 1000 werd hij achter Corey Alexander tweede, terwijl hij in de superbike met een vierde plaats op de Brainerd International Raceway als beste race-uitslag en 132 punten achtste werd. In 2023 reed hij enkel in de superbike-klasse en was een zesde plaats op Brainerd zijn beste resultaat, waardoor hij met 125 punten opnieuw als achtste in het kampioenschap eindigde.
In 2024 bleef Gillim actief in de superbike-klasse van de MotoAmerica. Tevens maakte hij dat jaar zijn debuut in het wereldkampioenschap superbike, waarin hij in het raceweekend op Most voor het Petronas MIE Racing Honda Team als invaller van Tarran Mackenzie uitkwam.